# スポット・レート
スポット・レート（英：Spot Rate）は、金融において、以下の2つの全く異なる意味で用いられる。
- 直物為替レート

外国為替のスポット取引（直物取引）のレートのことである。いわゆる為替レートとは、スポットレートのことである。なお、スポット取引は取引日（約定日）の2営業日後（T+2）に決済を行う取引であり、それを前提にした為替レートである。
- ゼロ・クーポン・レート（ゼロ・レート）

割引債（ゼロクーポン債）のレート（基準日当日から償還日までのレート）である。将来キャッシュフローを現在価値に割り引くのに利用するレートであり、イールドカーブ作成に利用する。ディスカウント・ファクターとの相互変換や、インプライド・フォワード・レートの算出に利用できる。
上記のように、スポット・レート（ゼロ・レート）は当日（T+0）スタートを前提としたレートのことであり、スポット日（T+2）スタートを前提としたレート（LIBORやTIBOR等の市場金利）はスポット・レートと呼ばないので、混合しないように注意が必要である。

## 備考
1. ↑  混合しないよう注意が必要である。
2. ↑  「スポット・レート」という言い方は紛らわしいので、「ゼロ・レート」と呼ぶほうが無難。